# Ayuntamiento de Teruel
El Ayuntamiento de Teruel es el organismo que se encarga del gobierno y de la administración del municipio aragonés de Teruel. Está presidido por el correspondiente alcalde, actualmente Emma Buj Sánchez, del PP. 
Las últimas elecciones municipales se celebraron el día 28 de mayo de 2023.
El edificio se encuentra en la plaza de la Catedral, 1.

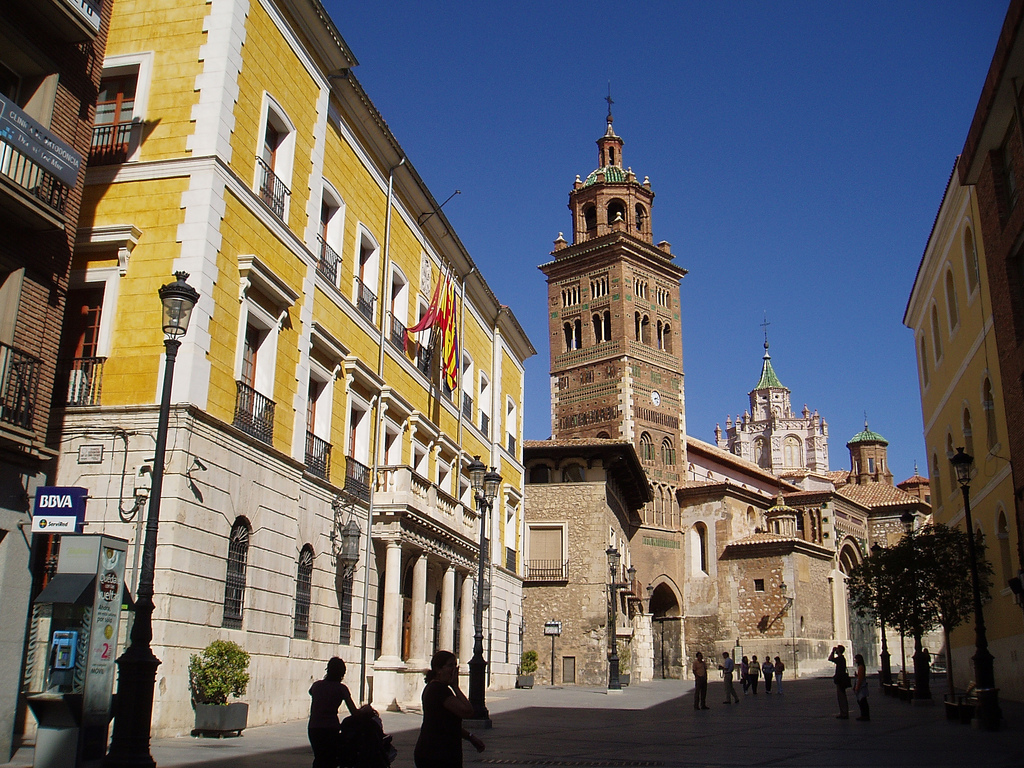
Ayuntamiento de Teruel junto a la catedral de Santa María de Teruel

## Alcaldes
| Periodo   | Nombre | Partido                                                                                             |
| --------- | --- | --------------------------------------------------------------------------------------------------- |
| 1979-1983 | Ricardo Eced Sánchez                                                                                      | Unión de Centro Democrático (UCD)                                                                   |
| 1983-1987 | Ricardo Eced Sánchez                                                                                      | Partido Aragonés (PAR)                                                                              |
| 1987-1991 | Javier Velasco Rodríguez                                                                                  | Partido Socialista Obrero Español (PSOE)                                                            |
| 1991-1995 | Ricardo Eced Sánchez                                                                                      | Partido Aragonés (PAR)                                                                              |
| 1995-1999 | Luis Fernández Uriel                                                                                      | Partido Popular (PP)                                                                                |
| 1999-2003 | Manuel Blasco Marqués                                                                                     | Partido Popular (PP)                                                                                |
| 2003-2007 | Lucía Gómez García                                                                                        | Partido Socialista Obrero Español (PSOE)                                                            |
| 2007-2011 | Miguel Ferrer Górriz (2007-2010) Lucía Gómez (en funciones) (2010-2010) Manuel Blasco Marqués (2010-2011) | Partido Aragonés (PAR) Independientes Partido Socialista Obrero Español (PSOE) Partido Popular (PP) |
| 2011-2015 | Manuel Blasco Marqués                                                                                     | Partido Popular (PP)                                                                                |
| 2015-2019 | Emma Buj                                                                                                  | Partido Popular (PP)                                                                                |
| 2019-2023 | Emma Buj                                                                                                  | Partido Popular (PP)                                                                                |
| 2023-act. | Emma Buj                                                                                                  | Partido Popular (PP)                                                                                |

## Junta de Gobierno de Teruel

### Composición 2023-2027
| Cargo   | Nombre                     | Partido |
| ------- | -------------------------- | ------- |
| Alcalde | Emma Buj Sánchez           |         |
| Vocal   | Juan Carlos Cruzado Punter |         |
| Vocal   | Carlos Méndez Muñoz        |         |
| Vocal   | Carmen Romero Górriz       |         |
| Vocal   | Eduardo Suárez San Jose    |         |
| Vocal   | Julio Esteban Igual        |         |
| Vocal   | Jesús Artigot Martinez     |         |
| Vocal   | Beatriz Redón Benedicto    |         |

La Junta de Gobierno de Teruel es el órgano ejecutivo de dirección política y administrativa de la ciudad. Se encarga principalmente de la elaboración de los proyectos de ordenanzas y reglamentos, elaborar los presupuestos anuales para financiar los servicios públicos y los proyectos para la construcción de infraestructuras.

## Resultados electorales
| Partido político                         | 2023  | 2023  | 2023       | 2019  | 2019  | 2019       | 2015  | 2015  | 2015       | 2011  | 2011  | 2011       | 2007  | 2007  | 2007       | 2003  | 2003  | 2003       |
| Partido político                         | %     | Votos | Concejales | %     | Votos | Concejales | %     | Votos | Concejales | %     | Votos | Concejales | %     | Votos | Concejales | %     | Votos | Concejales |
| Partido Popular (PP)                     | 41,94 | 7535  | 11         | 30,72 | 5321  | 7          | 32,23 | 5355  | 8          | 47,90 | 7932  | 12         | 35,58 | 5909  | 8          | 36,55 | 6239  | 8          |
| Teruel Existe (TE)                       | 20,44 | 3673  | 5          | —     | —     | —          | —     | —     | —          | —     | —     | —          | —     | —     | —          | —     | —     | —          |
| Partido Socialista Obrero Español (PSOE) | 13,33 | 2393  | 3          | 23,08 | 3997  | 5          | 19,18 | 3290  | 5          | 20,89 | 3460  | 5          | 31,13 | 5170  | 7          | 33,36 | 5695  | 8          |
| Vox                                      | 10,67 | 1918  | 2          | 5,50  | 953   | 1          | —     | —     | —          | —     | —     | —          | —     | —     | —          | —     | —     | —          |
| Izquierda Unida (IU)-Ganar Teruel        | 4,55  | 819   | 0          | 5,39  | 934   | 1          | 14,99 | 2491  | 3          | 7,09  | 1174  | 1          | 4,85  | 806   | 0          | 4,09  | 699   | 0          |
| Partido Aragonés (PAR)                   | 2,74  | 493   | 0          | 9,56  | 1655  | 2          | 10,14 | 1685  | 2          | 7,06  | 1170  | 1          | 16,51 | 2741  | 4          | 16,41 | 2801  | 4          |
| Chunta Aragonesista (CHA)                | 2,53  | 455   | 0          | 5,37  | 930   | 1          | 7,53  | 1252  | 1          | 8,38  | 1388  | 2          | 8,57  | 1423  | 2          | 6,83  | 1166  | 1          |
| Ciudadanos (CS)                          | 1,45  | 261   | 0          | 14,03 | 2430  | 3          | 9,51  | 1581  | 2          | —     | —     | —          | —     | —     | —          | —     | —     | —          |
| Espacio Municipalista Teruel (EMT)       | —     | —     | —          | 5,08  | 880   | 1          | —     | —     | —          | —     | —     | —          | —     | —     | —          | —     | —     | —          |

## Evolución de la deuda viva municipal
El concepto de deuda viva contempla sólo las deudas con cajas y bancos relativas a créditos financieros, valores de renta fija y préstamos o créditos transferidos a terceros, excluyéndose, por tanto, la deuda comercial.
| Gráfica de evolución de la deuda viva del Ayuntamiento entre 2008 y 2023                         |
|                                                                                                  |
| Deuda viva del Ayuntamiento de Teruel, en miles de euros, según datos del Ministerio de Hacienda |